# Ingrid Mertig
Ingrid Mertig, geborene Bergert, (* 24. September 1955 in Mildenau) ist eine deutsche Physikerin und Hochschullehrerin. Sie forscht und lehrt im Bereich der Theoretischen Festkörperphysik, insbesondere im Bereich der Spinelektronik. Sie ist Trägerin des Max-Born-Preises 2024.

## Biografie
Ingrid Mertig studierte von 1974 bis 1979 Physik an der Technischen Universität Dresden. 1982 promovierte sie dort zum Thema Einfluss von substitutionellen Punktdefekten auf die galvanomagnetischen Eigenschaften von Metallen. Als Postdoc war sie zunächst wissenschaftliche Assistentin an der TU. Ab 1985 ging sie mit ihrem Mann, ebenfalls Physiker, für fünf Jahre an das Vereinigte Institut für Kernforschung in Dubna, Russland. Von 1990 bis 1995 war sie Gastwissenschaftlerin am Forschungszentrum Jülich. 1995 folgte die Habilitation mit der Schrift Beiträge zur Theorie des spinabhängigen Transports. Zwischen 1996 und 2011 hatte sie Gastprofessuren und Forschungsaufenthalte an der New York University (USA), Universität Paris-Süd (Frankreich), Universität Nagoya (Japan), Bristol University (Großbritannien) und dem Riken Center for Emergent Matter Science in Tokyo (Japan). Von 1997 bis 2001 war sie Heisenberg-Stipendiatin.
2001 wurde sie auf die Professur für „Quantentheorie der Festkörper“ an die Martin-Luther-Universität Halle-Wittenberg (MLU) berufen. Sie baute den Forschungsschwerpunkt Nanostrukturierte Materialien mit auf und war von 2008 bis 2019 Sprecherin des Sonderforschungsbereiches 762 „Funktionalität oxidischer Grenzflächen“. Von 2007 bis 2019 war sie außerdem Max-Planck-Fellow und leitete eine Forschungsgruppe am Max-Planck-Institut für Mikrostrukturphysik. Sie trug wesentlich dazu bei, den britischen Experimentalphysiker Stuart Parkin im Rahmen einer mit fünf Millionen Euro dotierten Alexander von Humboldt-Professur 2014 an die MLU und das Max-Planck-Institut für Mikrostrukturphysik zu holen. Außerdem initiierte sie als Gastgeberin mehrere Forschungsaufenthalte des Physik-Nobelpreisträger Albert Fert in Halle, die durch Alexander von Humboldt-Stipendien unterstützt wurden. Seit 2018 ist Mertig Principal Investigator im Collaborative Research Center „Ultrafast Spin Dynamics“.
Daneben engagiert sich Mertig hochschulpolitisch in Gremien der Deutschen Forschungsgemeinschaft (DFG), als Mitglied des Akademischen Senats und von 2011 bis 2017 im Wissenschaftsrat. Sie war Sprecherin des Landesforschungsschwerpunkts „Nanostrukturierte Materialien“ und ist Mitglied der International Union of Pure and Applied Physics (IUPAP).
Im März 2024 trat Mertig in den Ruhestand. Seit Juni 2024 erhält sie im Rahmen einer Seniorprofessur der Wilhelm und Else Heraeus-Stiftung eine dreijährige Förderung, die sie nutzen will, um eine Serie von 60 Video-Vorlesungen zur theoretischen Physik zu erweitern und zu komplettieren, die frei zugänglich sein sollen.

## Forschungsschwerpunkte
Mertig forscht in der Theoretischen Festkörperphysik, insbesondere im Bereich der Spinelektronik oder auch Spintronik. Mit Hilfe des Elektronenspins, dem Eigendrehimpuls der Elektronen, soll die Grundlage für neuartige Speicher- und Informationstechnologien entwickelt werden. Neben elektrischen Strömen sollen Spinströme durch das Material fließen, um Bauelemente effizienter zu machen. Dabei nutzt Mertig die Quantentheorie der Festkörper, Dichtefunktionaltheorie und Physik von Nanostrukturen um die Effekte theoretisch zu erklären. Wichtige Beiträge hat Mertig mit Arbeiten zur Kombination von ab initio-Elektronenstrukturtheorie mit der Analyse von spin- und magnetisierungsabhängigen Transporteigenschaften geleistet. Sie entwickelte materialspezifische mikroskopische Einblicke in Effekte der Spinelektronik, Spin-Orbitronik und Spin-Kaloritronik. Dort spielen sowohl Ladungs- als auch Spin-Freiheitsgrade von Elektronen für den Transport eine Rolle. Sie beschäftigte sich auch mit dem Transport durch topologische Magnonen in Isolatoren.

## Auszeichnungen und Ehrungen
- 2024: Max-Born-Preis für ihre herausragenden Beiträge auf dem Gebiet der Spintronik[10]

## Publikationen (Auswahl)
- Börge Göbel, Alexander Mook, Jürgen Henk, Ingrid Mertig, Oleg A. Tretiakov: Magnetic bimerons as skyrmion analogues in in-plane magnets. In: Physical Review B. Band 99, Nr. 6, 25. Februar 2019, ISSN 2469-9950, doi:10.1103/PhysRevB.99.060407.
- Annika Johansson, Jürgen Henk, Ingrid Mertig: Chiral anomaly in type-I Weyl semimetals: Comprehensive analysis within a semiclassical Fermi surface harmonics approach. In: Physical Review B. Band 99, Nr. 7, 6. Februar 2019, ISSN 2469-9950, doi:10.1103/PhysRevB.99.075114.
- D.-S. Park et al.: The emergence of magnetic ordering at complex oxide interfaces tuned by defects. In: Nature Communications. Band 11, Nr. 1, 20. Juli 2020, ISSN 2041-1723, doi:10.1038/s41467-020-17377-0.
- Börge Göbel, Ingrid Mertig, Oleg A. Tretiakov: Beyond skyrmions: Review and perspectives of alternative magnetic quasiparticles. In: Physics Reports. Band 895, Februar 2021, S. 1–28, doi:10.1016/j.physrep.2020.10.001.
- Robin R. Neumann, Alexander Mook, Jürgen Henk, Ingrid Mertig: Thermal Hall Effect of Magnons in Collinear Antiferromagnetic Insulators: Signatures of Magnetic and Topological Phase Transitions. In: Physical Review Letters. Band 128, Nr. 11, 14. März 2022, ISSN 0031-9007, doi:10.1103/PhysRevLett.128.117201.
- Ingrid Mertig: Mehr als ein Hall-Effekt: Transversale Transportkoeffizienten ergeben sich auch für Spin und orbitales Moment. In: Physik Journal. Band 23, Nr. 9, September 2024, ISSN 1617-9439, S. 59 (pro-physik.de).